# Diakonissenkrankenhaus Mannheim

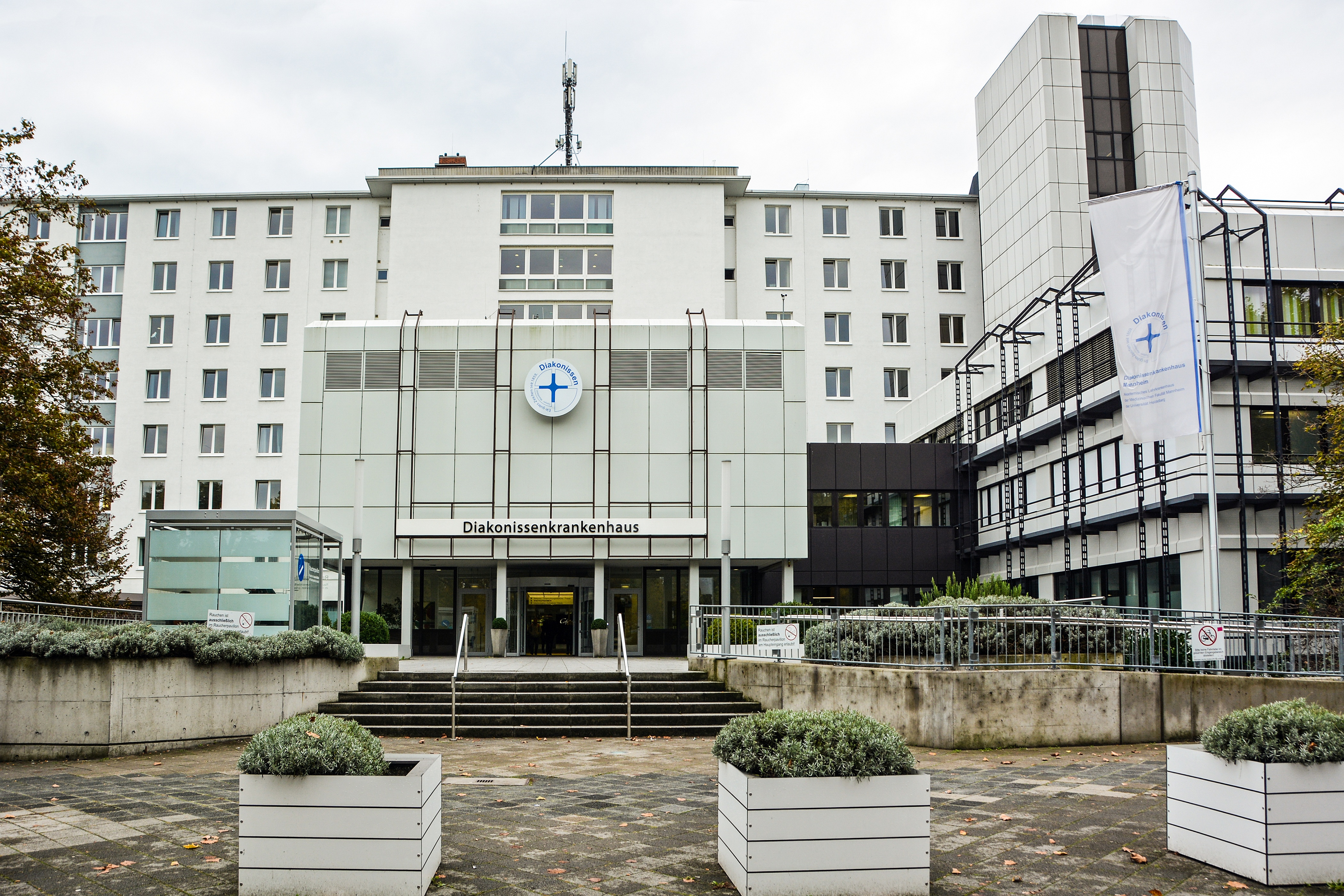
Diakonissenkrankenhaus, Haupteingang

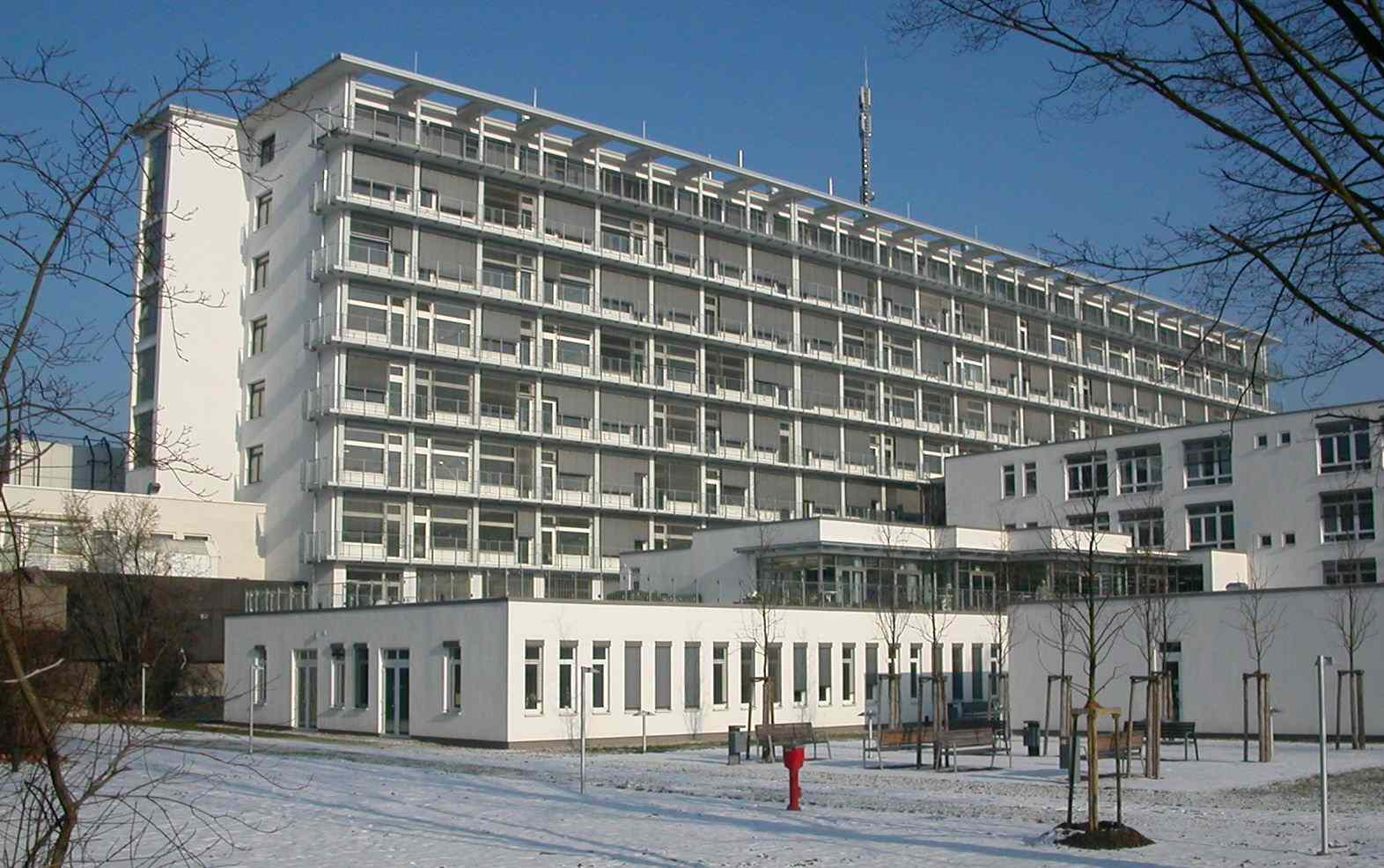
Rückseite des Diakonissenkrankenhauses

Das Diako Mannheim ist ein Krankenhaus in Mannheim. Die Klinik im Stadtteil Niederfeld ist ein Akademisches Lehrkrankenhaus der Medizinischen Fakultät Mannheim der Universität Heidelberg.
Das heutige Diako Mannheim ging 1999 aus der Fusion des damaligen Diakonissenkrankenhauses mit dem Heinrich-Lanz-Krankenhaus hervor und steht in der Tradition der beiden ehemaligen Krankenhäuser. Es hatte zwischenzeitlich die Bezeichnung „Diakoniekrankenhaus Mannheim“ und trägt seit 1. Januar 2014 wieder die Bezeichnung Diakonissenkrankenhaus Mannheim. Träger ist seit Ende 2019 die BBT-Gruppe der Barmherzigen Brüder von Maria Hilf.
Im Juni 2024 gab die BBT-Gruppe bekannt, dass das seit 2023 mit dem Theresienkrankenhaus und St. Hedwig-Klinik Mannheim verschmolzene Krankenhaus unter der Dachmarke Brüderklinikum Julia Lanz firmieren wird.

## Die Abteilungen
Das Krankenhaus verfügt über 407 Akut-Betten, 66 Betten in der geriatrischen Rehabilitation und 12 Plätze in der ambulanten geriatrischen Rehabilitation.
Das Diako Mannheim gliedert sich in folgende Fachabteilungen: Allgemein- und Viszeralchirurgie, Geriatrie und Palliativmedizin, Gynäkologie und Geburtshilfe, HNO, Kardiologie, Angiologie und Diabetesfolgeerkrankungen, Neurologie, Onkologie, Orthopädie und Unfallchirurgie, Urologie. Es bestehen folgende interdisziplinäre Kompetenzzentren: Brustzentrum, Darmkrebszentrum, Endoprothetikzentrum, Gynäkologisches Krebszentrum, Interdisziplinäres Beckenbodenzentrum, Refluxzentrum, Zentrum für Altersmedizin, Zentrum für Alterstraumatologie, Zentrum für Viszeralmedizin, Zentrum für ambulantes Operieren.

## Geschichte

### Diakonissenkrankenhaus Mannheim
Entstanden ist das ehemalige Diakonissenkrankenhaus aus einer Gründung im Jahr 1867 durch den „Evangelischen Verein für Krankenpflege durch Diakonissen“ im Quadrat F 7. Dort gab es zunächst ein Kinderkrankenhaus mit 14 Betten und 6 Diakonissen, welche die „Stadtkrankenpflege“ besorgten. 1884 eröffnete nebenan das Diakonissen-Mutterhaus und nahm auch Erwachsene auf. Im Januar 1905 boten Heinrich und Julia Lanz dem Diakonissenhaus zur Errichtung eines dringend benötigten Krankenhauses eine Spende von 600.000 Goldmark an. Da diese mit der Bedingung verbunden war, jeglichen religiösen Einfluss auf die Kranken zu unterlassen, wurde das Angebot abgelehnt.  1912 Kauf eines Nebenhauses am Luisenring, das auch ein neues Röntgeninstitut beherbergte. 1926–39 folgten mehrere Erweiterungen und Umbauten. Im Zweiten Weltkrieg wurde auch das Krankenhaus von Bomben zerstört. In der Ladenburger Realschule und einer schnell erbauten Baracke wurden das Ersatzmutterhaus und -krankenhaus für 130 Kranke notdürftig fortgeführt.
1947 wurde die Schule an die Stadt Ladenburg zurückgegeben und bis 1949 drei durch den Krieg erheblich beschädigte Kasernengebäude im Mannheimer Ulmenweg umgebaut. 1957 wurde der Architekt Max Schmechel mit der Planung eines neuen Hauses in der Speyerer Straße beauftragt. 1961 wurde dort das neue Krankenhaus in Betrieb genommen. Das neue Diakonissenkrankenhaus verfügte damals über 300 Betten in den Abteilungen Innere Medizin, Urologie, Chirurgie, Gynäkologie und Geburtshilfe sowie Hals-Nasen-Ohren. Im gleichen Gebäudekomplex befindet sich auch das Diakonissenmutterhaus, der Zugang erfolgt aber von der Belchenstraße. Im Zuge der Fusion mit dem Heinrich-Lanz-Krankenhaus und der Konzentration auf einen Standort begannen 2004 umfangreiche Um- und Ausbauarbeiten am Standort Speyerer Straße, die 2008 abgeschlossen wurden. 2019 übernahm die der katholischen Ordensgemeinschaft der Barmherzigen Brüder über ihre BBT-Gruppe das Krankenhaus aus der Trägerschaft der protestantischen Diakonissenanstalt Speyer-Mannheim-Bad Dürkheim.

### Heinrich-Lanz-Krankenhaus
Am 1. Februar 1905 starb der Industrielle Heinrich Lanz in Mannheim, der vier Millionen Goldmark für die Armen und Kranken der Stadt als Vermächtnis zur Verfügung stellte. Gelder aus den Stiftungen des verstorbenen „Geheimen Kommerzienrates“ verbaute seine Witwe Julia Lanz im 1907 eröffneten Heinrich-Lanz-Krankenhaus ⊙, das im Lanz’schen Park im Mannheimer Stadtteil Lindenhof entstand. Das Gebäude wurde nach modernen Gesichtspunkten und mit damals aktueller technischer Einrichtung erstellt. Architekt des 100-Betten-Hauses war August Ludwig, Mannheim. Zunächst war das Krankenhaus eine Familienstiftung, die 1916 in eine Landesstiftung des öffentlichen Rechts umgewandelt wurde.
Im Zweiten Weltkrieg wurde das Gebäude durch wiederholte Bombentreffer so schwer beschädigt, dass es Anfang 1945 geschlossen werden musste. Im September 1945 begann der Wiederaufbau, so dass es bereits im April 1946 in begrenztem Umfang wieder in Betrieb genommen werden konnte. Abgeschlossen war der Wiederaufbau Anfang 1956.
1964 begannen die Planungsarbeiten für einen Neubau ⊙, der 1966 im Niederfeld begonnen und 1970 bezogen werden konnte. Nach der Fusion mit dem Diakonissenkrankenhaus war man bestrebt, die Krankenversorgung auf einen Standort zu konzentrieren, so dass seit 2007 das Heinrich-Lanz-Krankenhaus nicht mehr genutzt wurde. Das Gebäude wurde im Winterhalbjahr 2009/2010 abgerissen. Mittlerweile wurde dort ein neues Wohngebiet errichtet.

## Wichtige Kenngrößen
Zahlen aus 2017 bzw. 2019
- Vollstationäre Patienten: 18.200
- Ambulante Operationen: 2.946
- Krankenhausambulanz, Notfälle: 17.673
- Geburten: 1.113
- Patienten in der ambulanten geriatrischen Rehabilitation: 250
- Durchschnittliche Verweildauer: 6,2 Tage